# Kapliczka przy ul. Rudackiej w Toruniu
Kapliczka przy ul. Rudackiej w Toruniu – przydrożna kapliczka z figurą Matki Bożej, znajdująca się na ul. Rudackiej w Toruniu, naprzeciwko Szkoły Podstawowej nr 17. Powstała prawdopodobnie w 1925 lub 1926 roku. Została ona poświęcona przez księdza Józefa Domachowskiego. W 1939 roku kapliczkę zniszczono, jednak zachowano figurę Matki Bożej. Kapliczkę odbudowano w 1945 roku. Obiekt wpisany jest do gminnej ewidencji zabytków (nr 2549).